# Fiat Seicento
O Seicento é um modelo de porte mini da Fiat. Foi produzido entre 1998 a 2010 na fábrica polonesa da Fiat. Ele foi o sucessor do Fiat Cinquecento, de dimensões e design parecido, que era produzida na mesma fábrica entre 1991 e 1998.
A aparência do Fiat Seicento, remete aos pequenos carros japoneses e coreanos produzidos até então na época.